# Martín Hernández (Tontechniker)
Martín Hernández (* 1. Juni 1964 in Mexiko-Stadt) ist ein mexikanischer Hörfunkmoderator und Toningenieur.

## Leben
Martín Hernández entdeckte seine Liebe zum Radio, während er sich auf dem College befand. Er brach sein Studium ab und begann mit 20 als Radiomoderator bei den mexikanischen Stationen WFM und Radioactivo 98.5 zu arbeiten. Als Toningenieur pendelt er zwischen Los Angeles und seiner Heimatstadt Mexiko-Stadt. Er steht bei Warner Bros. unter Vertrag und arbeitet gerne mit dem Regisseur Alejandro González Iñárritu zusammen, den er von seiner Arbeit für WFM kannte. Er wurde bisher für drei BAFTAs nominiert und erhielt 2001 für den Ton bei Amores Perros den mexikanischen Filmpreis Premio Ariel. Für den Filmpreis war er insgesamt fünfmal nominiert. Für den Tonschnitt bei Birdman oder (Die unverhoffte Macht der Ahnungslosigkeit) wurde er bei der Oscarverleihung 2015 für den Oscar nominiert. Eine weitere Nominierung folgte 2016 für The Revenant – Der Rückkehrer.

## Filmografie (Auswahl)
- 2000: Amores Perros
- 2002: City of God
- 2002: 21 Gramm (21 Grams)
- 2004: Voces Inocentes – Unschuldige Stimmen (Voces inocentes)
- 2005: Babel
- 2004: Crónicas – Das Monster von Babahoyo (Crónicas)
- 2006: Pans Labyrinth (El laberinto del fauno)
- 2006: Cobrador – In God We Trust
- 2007: Stilles Licht
- 2007: Into the Wild
- 2008: Hellboy – Die goldene Armee (Hellboy II)
- 2008: Kick It – Zwei wie Feuer und Wasser (Rudo y Cursi)
- 2010: Biutiful
- 2011: Familienträume (La otra familia)
- 2012: On the Road – Unterwegs (On the Road)
- 2014: Birdman oder (Die unverhoffte Macht der Ahnungslosigkeit) (Birdman)

## Preise

### Auszeichnungen
- 2001: Silberne Ariel für den besten Ton bei Amores Perros (zusammen mit Antonio Diego, Geoffrey G. Rubay, Rudy Pi)
- 2004: Golden Reel Award für den besten Ton bei City of God
- 2007: Goya für den besten Ton bei Pans Labyrinth
- 2007: Golden Reel Award für den besten Ton bei einem ausländischen Film für Pans Labyrinth

### Nominierungen
- 2005: Silberne Ariel für den besten Ton bei Voces Inocentes – Unschuldige Stimmen
- 2007: BAFTA Award für den besten Ton bei Babel und Pans Labyrinth
- 2007: Golden Reel Award für den besten Ton bei einem ausländischen Film  für Babel
- 2007: Silberne Ariel für den besten Ton bei Crónicas – Das Monster von Babahoyo und Pans Labyrinth
- 2008: Silberne Ariel für den besten Ton bei Cobrador – In God We Trust und Stellet Licht
- 2009: Silberne Ariel für den besten Ton bei Kick it – Zwei wie Feuer und Wasser
- 2009: Golden Reel Award für den besten Ton bei einem ausländischen Film für Hellboy – Die goldene Armee
- 2011: Golden Reel Award für den besten Ton bei einem ausländischen Film für Biutiful
- 2013: Silberne Ariel für den besten Ton bei Sin Nombre – Life Without Hope
- 2015: Oscar für den Besten Tonschnitt bei Birdman oder (Die unverhoffte Macht der Ahnungslosigkeit)
- 2015: BAFTA Award für den besten Ton bei Birdman oder (Die unverhoffte Macht der Ahnungslosigkeit)
- 2015: Golden Reel Award für den besten Ton bei einem ausländischen Film und für den besten Ton bei einem englischsprachigen Film für Birdman oder (Die unverhoffte Macht der Ahnungslosigkeit)